# 3849 Інциденція
3849 Інциденція (3849 Incidentia) — астероїд головного поясу, відкритий 31 березня 1984 року.
Тіссеранів параметр щодо Юпітера — 3,473.